# Christoph Ludwig Agricola

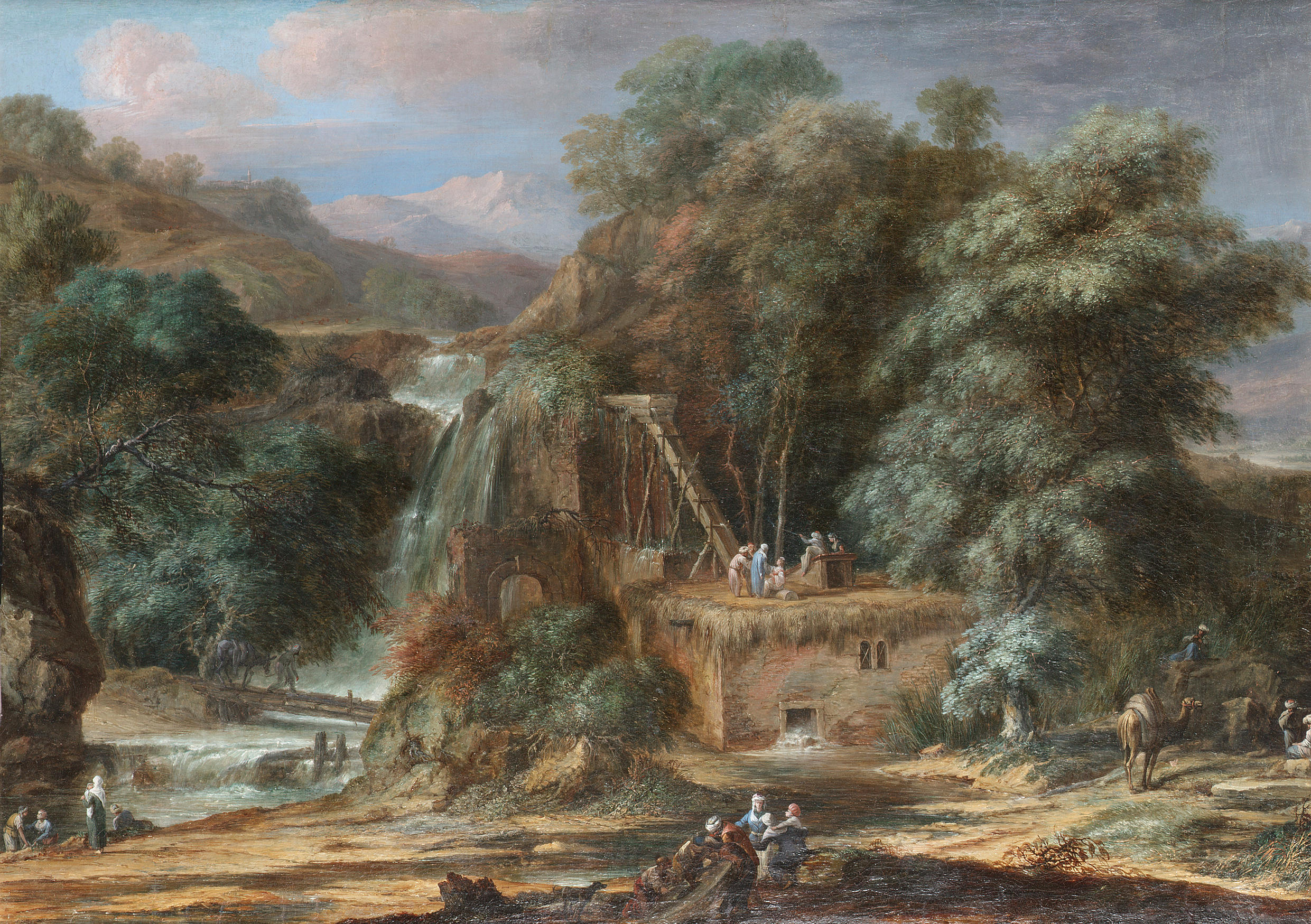
Paisaje fluvial con figuras construyendo un acueducto junto a una cascada, figuras orientales y camellos, colección privada.

Christoph Ludwig Agricola (Ratisbona, 5 de noviembre de 1665 ‑ Ratisbona, 8 de agosto de 1724) fue un pintor paisajista alemán.
Pasó viajando la mayor parte de su vida, visitando Inglaterra, los Países Bajos y Francia, residiendo por un período considerable en Nápoles.
Sus numerosos paisajes, en su mayoría pinturas de cuarto o gabinete, son notables por su realismo, y especialmente por su hábil representación de las estaciones. En la composición su estilo muestra la influencia de Nicolas Poussin, mientras que en la iluminación y el color imita a Claudio de Lorena.
El museo de Brunswick conserva un Autorretrato con paleta y pincel, localizándose la mayor parte de su producción en colecciones privadas.